# Південно-центральна частина штату Баїя (мезорегіон)
Південно-центральна частина штату Баїя (порт. Mesorregião do Centro-Sul Baiano) — адміністративно-статистичний мезорегіон в Бразилії, входить в штат Баїя. Населення становить 2592 тис. чоловік на 2005 рік. Займає площу 128 472,722 км². Густота населення — 20,2 чол./км².

## Склад мезорегіону
В мезорегіон входять наступні мікрорегіони:
1. Бокіра
2. Брумаду
3. Гуанамбі
4. Ітапетінга
5. Жекіє
6. Лівраменту-ду-Брумаду
7. Сеабра
8. Віторія-да-Конкіста

| Бразилія | Це незавершена стаття з географії Бразилії. Ви можете допомогти проєкту, виправивши або дописавши її. |